# Perry Mason e la novizia
Perry Mason e la novizia (Perry Mason: The Case of the Notorious Nun) è un film per la televisione del 1986, diretto dal regista Ron Satlof. Il film è stato girato a Vancouver, in Canada.

## Trama
Padre O'Neil è incaricato dall'Arcivescovo di indagare sui beni della Chiesa e i bilanci dell'ospedale collegato all'Arcidiocesi. Con la collaborazione di sorella Margaret, una novizia, Padre O'Neil interroga i vari responsabili della gestione opaca, con considerevoli investimenti in perdita. Mettendo in pericolo interessi e rendite consolidate, il religioso si attira le antipatie di molte persone, mentre si vocifera malignamente di una sua relazione con sorella Margaret. Una sera padre O'Neil telefona a sorella Margaret pregandola di raggiungerlo nella sua d'albergo. La telefonata è una trappola: la suora viene drogata da un uomo che si presenta come prete, e lasciata incosciente a terra accanto al coltello, usato dal sicario per colpire mortalmente O'Neil.
Il mattino seguente, il cameriere entra nella camera dove scopre sorella Margaret e rinviene nella camera da letto il cadavere di Padre O'Neil; la suora viene indagata per l'omicidio. Su richiesta del suo amico Arcivescovo, Perry Mason accetta di difendere la suora e chiama Paul Drake Jr., suo assistente investigatore, per cercare l'assassino. Dopo inseguimenti, sparatoria e Paul ferito, nel dibattimento processuale si scopriranno i traffici economici sui quali indagava la vittima, dove Perry Mason smaschererà i colpevoli.